# وحشيات وتدية
الوحشيات الوتدية (الاسم العلمي: Gomphotheres)، هي مجموعة منقرضة من الخرطوميات وثيقة الصلة بالأفيال الحديثة. ظهرت لأول مرة في إفريقيا خلال الأوليغوسيني، ثم انتشرت إلى أوراسيا وأمريكا الشمالية خلال الميوسيني، ووصلت إلى أمريكا الجنوبية خلال البليستوسيني كجزء من التبادل الأمريكي العظيم. تعتبر الوحشيات الوتدية مجموعة شبه عرقية وهي سلف الفيليات، والتي تشمل الأفيال المعاصرة، بالإضافة إلى مسقوفات الأسنان.